# Rieux-Minervois
Rieux-Minervois település Franciaországban, Aude megyében. Lakosainak száma 1966 fő (2022. január 1.). Rieux-Minervois Aigues-Vives, Azille, La Redorte, Laure-Minervois, Peyriac-Minervois, Puichéric, Saint-Frichoux, Trausse és La Livinière községekkel határos.

## Népesség
A település népessége az elmúlt években az alábbi módon változott:
| Lakosok száma | 2048 | 1892 | 1868 | 2039 | 2029 | 2000 | 1987 | 1949 | 1937 | 1966 |
|               | 1968 | 1982 | 1990 | 2006 | 2013 | 2015 | 2017 | 2019 | 2020 | 2022 |